# Франческо Галлі Бібієна
Франческо Галлі Бібієна (італ. Francesco Galli Bibiena 12 грудня, 1659, Болонья — 20 січня, 1739) — італійський театральний архітектор і викладач зламу XVII–XVIII століть, представник родини Галлі да Бібієна.

## Життєпис, ранні роки
Народився у місті Болонья. Батько (Джованні Марія Галлі) був художником. Художниками стануть його брат Фердинандо Бібієна та його сестра Марія Оріана Галлі Бібієна (1656—1749). Починав як помічник-продавець у крамниці. Згодом почав стажуватися у майстерні художників Лоренцо Пазінеллі, а потім у Карло Чіньяні (1628—1719).
Фердинандо Бібієна виробився у майстерного знавця перспективи і уславленого театрального художника-декоратора. Франческо Галлі Бібієна більше спеціалізувався на проєктах театральних споруд, працював художником-сценографом, часто разом із братом Фердинандо Бібієна.

## Мандрівне життя архітектора
Серед перших замов архітектора — праця над декором декотрих зал у палаці міста П'яченца для герцога Рануччо ІІ Фарнезе. Його роботи сподобались і його запросили на працю у місто Парма.
Згодом він перебрався у папський Рим, де три роки працював театральним художником. Це сприяло замовам від низки італійських аристократів, так, він працював у герцога Мантуї Фердинандо Карло Гонзага. Після праці у місті Генуя його запросили до міста Неаполь. Замовником був віце-король Франсіско Пачеко де акуна, котрий задіяв художника й архітектора на побудові декоративних споруд під час урочистостей відвідування Неаполя королем Іспанії Філіпом V. Франческо Галлі Бібієна навіть отримав запрошення на працю у Мадрид, але він обрав можливість попрацюваи у місті Відень по замові імператора Леопольда І. В австрійській столиці за його проєктом вибудували придворний театр. Імператору не подобались вимоги до зарплатні італійського архітектора, котрі розцінили перебільшеними й Франческо Галлі Бібієна 1705 року відбув у Італію.
Вже 1707 року він отримав замову від князя Лотарингії на побудову придворного театру в столичному місті Нансі. 1710 року його знову запросив до Відня новий австрійський імператор Йосип І. Франческо Галлі Бібієна запропонували посаду «першого театрального інженера». Серед творів цього періоду — сценічні декорації до різних опер.
1715 року він прибув у місто Верона, де проєктував театр по замові маркіза Сципіона Маффеї. Згодом театр у місті Верона визнають серед найкращих за акустикою. У роки 1720—1722 він знову працював у Римі, де вибудував театр Аліберті.

## Останні роки у Болоньї
Останні роки архітектора і сценографа пройшли у місті Болонья, де він оселився 1726 року. Він працював викладачем у художній академії Клементіна, де викладав геометрію, математику й художню перспективу. Окрім викладацької справи він створював теоретичний твір «L'Architettura maestra delle arti, che la compongone», котрий ніхто не підготував для друку й оприлюднення.
Він помер у січні 1739 року. Поховання відбулося у церкві Санта Марія Маджоре у Болоньї.

## Обрані твори

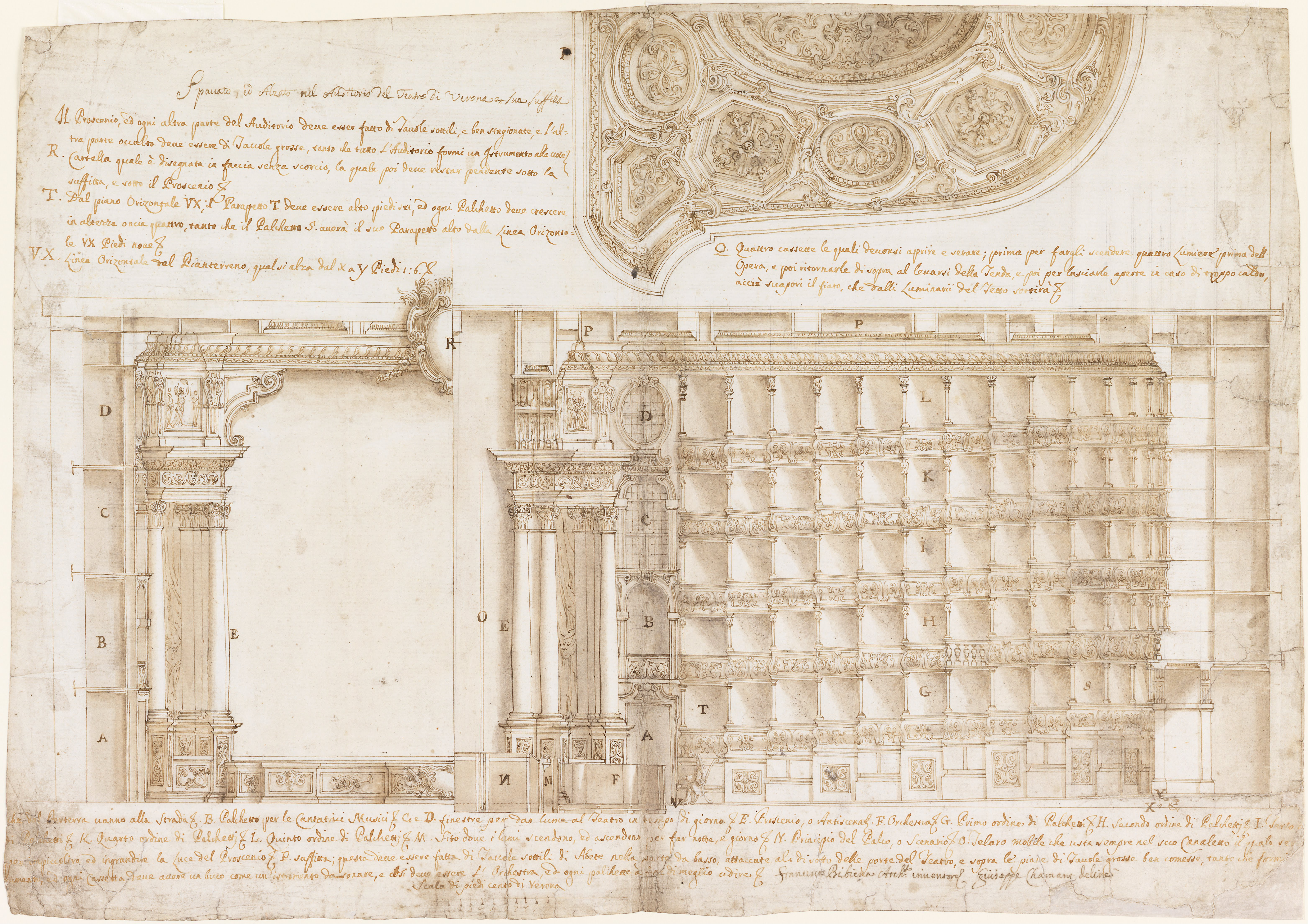
Франческо Галлі Бібієна. Театр для міста Верона, повздовжній розріз
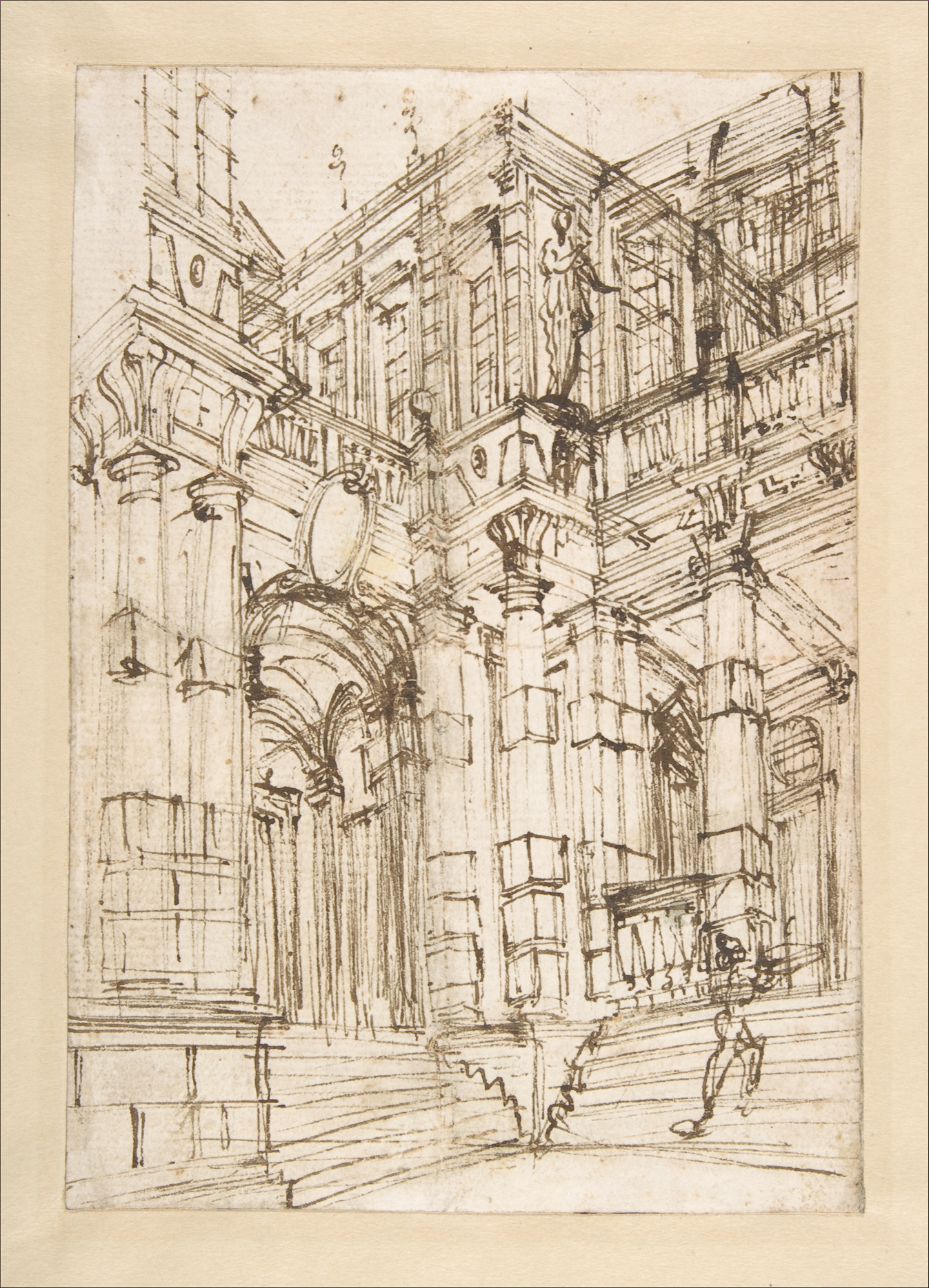
Ескіз для сценічного декору: Скорочений ракурс палацу з фігурою на сходах